# 배스 밤

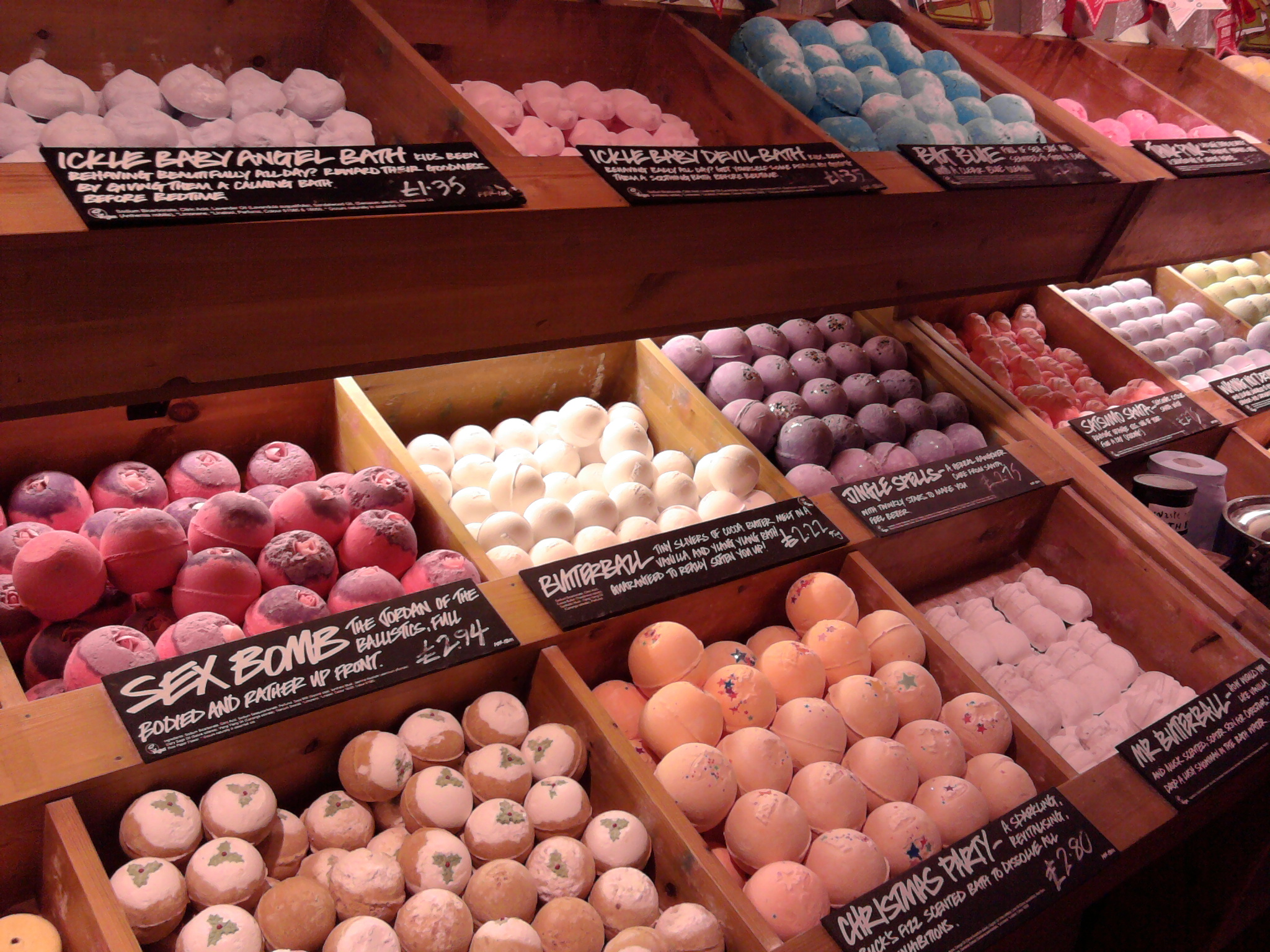
상점에 전시된 배스 밤

배스 밤(영어: Bath bomb, Bath fizzy, Bath fizzies)은 물에 젖으면 기포화하는 건조한 성분들을 단단히 다진 혼합물이다. 입욕제의 한 종류로서 목욕물에 에센셜 오일, 향기, 거품, 색상을 더하기 위해 사용된다.
배스 밤의 역사는 20세기 초반으로 거슬러 올라가며, 독특한 이산화탄소 거품을 더하는 소금 용매를 포함한다는 점에서 목욕 소금의 한 종류로 이해할 수 있다.

## 구성
배스 밤의 주요 성분은 약산과 탄산수소를 기반으로 한다. 이것들은 건조할 때는 가만히 있지만, 물에 용해되면 강렬하게 반응하여 수분 안에 고유한 특성을 목욕물에 발산한다. 이것은 구연산과 탄산수소나트륨을 구연산나트륨과 이산화탄소로 전환하는 과정을 포함하는 산-염기 반응이다:
기타 성분은 상당히 다양하지만, 대개 목욕물에 기분 좋은 향기와 색을 첨가하기 위해 향기나는 성분과 염료를 첨가하게 된다. 소듐라우릴설페이트와 같은 거품제도 거품을 형성하기 위해 흔히 첨가되며 보습, 미용을 목적으로 정유나 천연 버터 따위가 첨가될 수 있다.
배스 밤은 목욕물 안에 거품을 형성하는 효과가 있으므로 거품 목욕 상품의 일종으로 이해할 수 있으며, 마찬가지로 거품 목욕으로 여겨지는, 목욕물 위에 거품을 형성하는 거품제와는 구분해야 한다. 배스 밤이 형성한 거품은 응집하는 경향이 있어 물 안에서 목욕하는 사람을 간지럽힌다. 거품을 목욕물 안과 위에 동시에 생성하는 복합 상품도 있다.
여타의 성분을 방출하면서 거품을 형성하는 원리는 물에 넣으면 탄산음료가 되는 알갱이(en:Fizzies)에 사용한 원리와 동일하다. 이러한 원리를 통해 무수인산기체를 방출할 수 있지만, 인산염은 기체를 너무 느리게 방출하기 때문에 음식이나 배스 밤에 사용되는 인산염은 다른 목적으로 첨가하는 것이다.

## 생산
보통 배스 밤은 구형으로 만들지만 알약 모양, 울룩불룩한 덩어리, 작은 알갱이나 일회용 봉투 안에 든 고운 가루 등 다양한 모양으로 만들 수 있다. 상점에서 다양한 배스 밤을 취급하지만, 집에서도 배스 밤을 만들 수 있다.

## 잠재적인 건강상의 우려
대부분의 사람들은 배스 밤 정도로는 별 문제 없지만 향료, 염료와 같은 어떤 첨가제들은 몇몇 개인에게 염증을 초래할 수 있다. 배스 밤에서 발견되는 일반적인 피부 자극, 알레르기를 유발할 수 있는 물질에는 향료 성분인 리모넨, 리날로올과 계면활성제인 소듐라우릴설페이트 따위가 있다. 구연산과 탄산수소나트륨 같은 주요 성분들은 실제로 목욕에 사용될 때는 그다지 피부가 자극되지 않을 정도로 희석되기 때문에 자극성 물질로서 고려되지 않는다.